# Japanmuseum SieboldHuis
 (février 2025).
Le Japanmuseum SieboldHuis (musée japonais de la SieboldHuis), ou SieboldHuis, est un musée situé sur le canal Rapenburg dans la ville de Leyde aux Pays-Bas. Le musée présente des objets collectés par Philipp Franz von Siebold (1796-1866) entre 1823 et 1829 lors de son séjour à Deshima, la colonie commerciale hollandaise près de Nagasaki au Japon. Il fait également office de musée de la culture japonaise.
Von Siebold s'intéressait beaucoup à tous les aspects de la nature et de la culture japonaises et sa collection est donc très diversifiée. La SieboldHuis présente une exposition permanente de cartes géographiques, de roches, d'animaux et de plantes, d'ustensiles et d'œuvres d'art. De plus, des expositions temporaires offrent un programme varié d’art japonais.
La maison monumentale appartient à l'État (Agence des bâtiments gouvernementaux ou Rijksgebouwendienst) et abritait autrefois le tribunal de district.
Depuis plusieurs années, la SieboldHuis organise au printemps le marché japonais sur le Rapenburg. Toutes sortes d'articles japonais sont exposés et vendus sur ce marché. Il y a également d'autres activités variées telles que des performances musicales et du cosplay.
En 2012, cette maison a servi de modèle pour la 93e Maison Bleue de Delft de la compagnie aérienne KLM. Depuis 1952, KLM distribue des souvenirs sous la forme de petites maisons bleues et blanches aux couleurs des céramiques de Delft aux passagers de la World Business Class. Les maisons ont été principalement conçues dans les premières années sur le modèle des maisons historiques des canaux, mais elles n'existent pas réellement. Plus tard, elles furent inspirées de répliques de bâtiments spéciaux aux Pays-Bas, aux Pays-Bas caribéens, à Aruba, à Curaçao et à Saint-Martin. Il en existe 105 à la fin 2024.

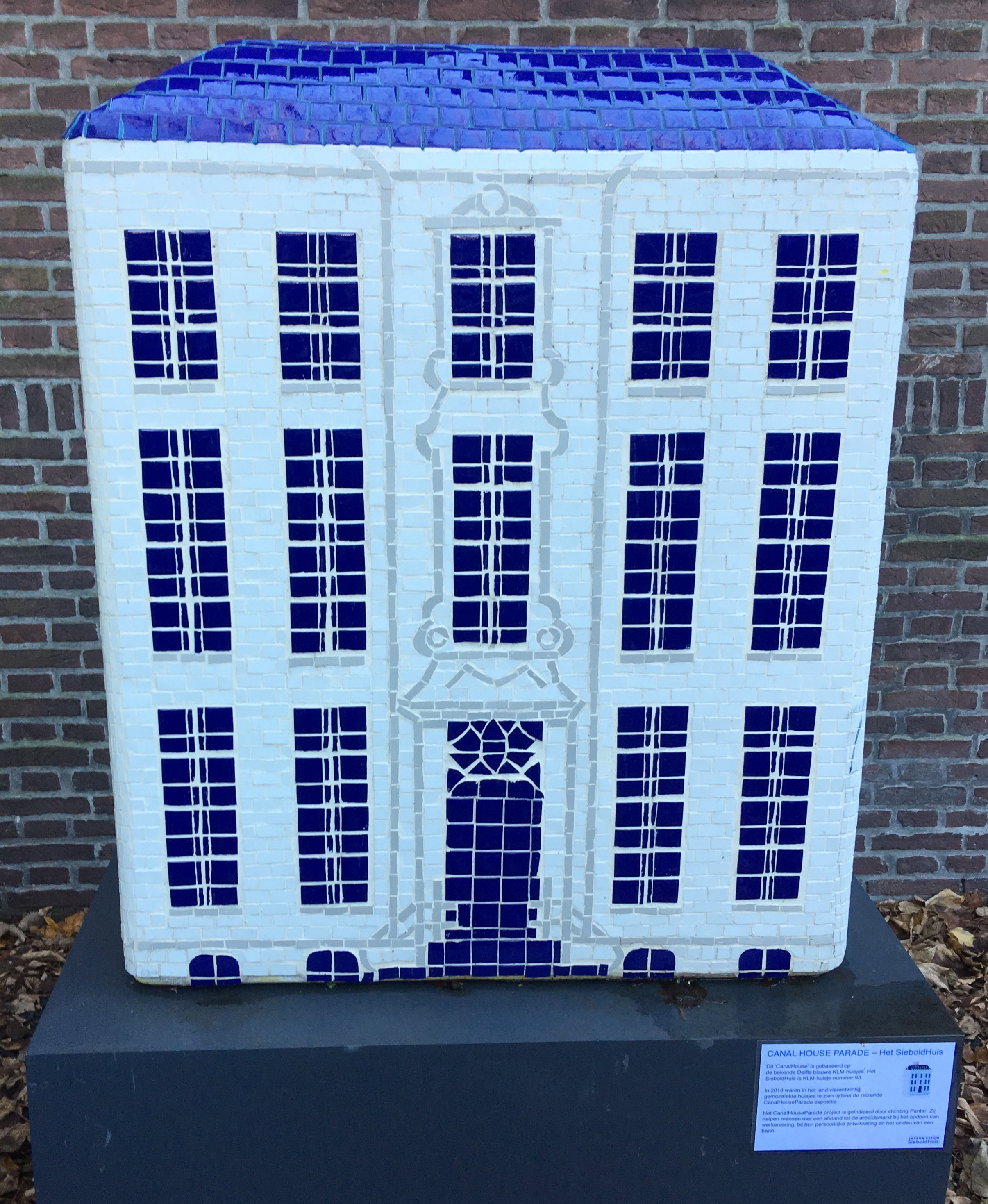
La Maison bleue n°93 de la compagnie KLM.

## Galerie

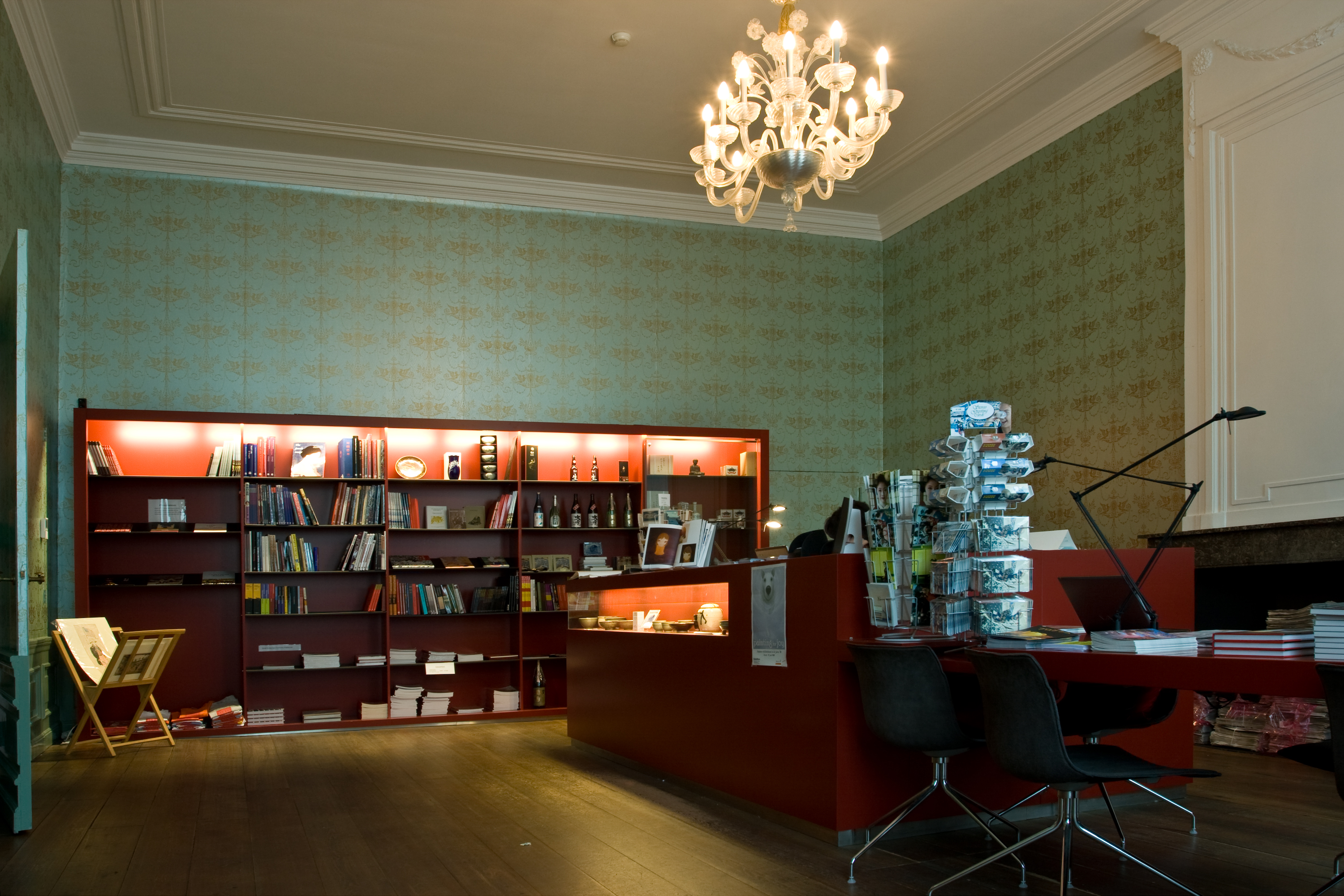
Hall d'accueil de la SieboldHuis
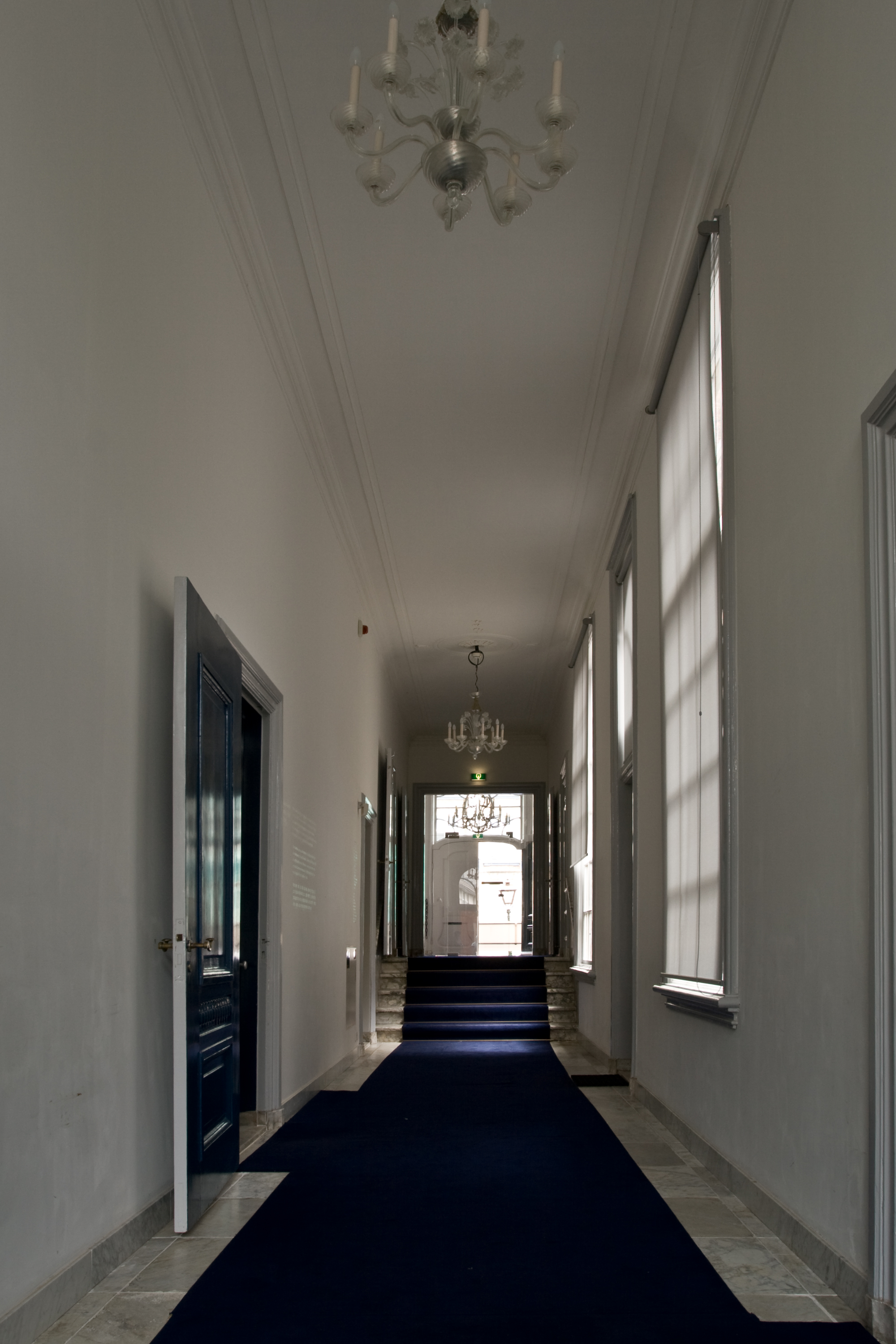
Un couloir de la SieboldHuis
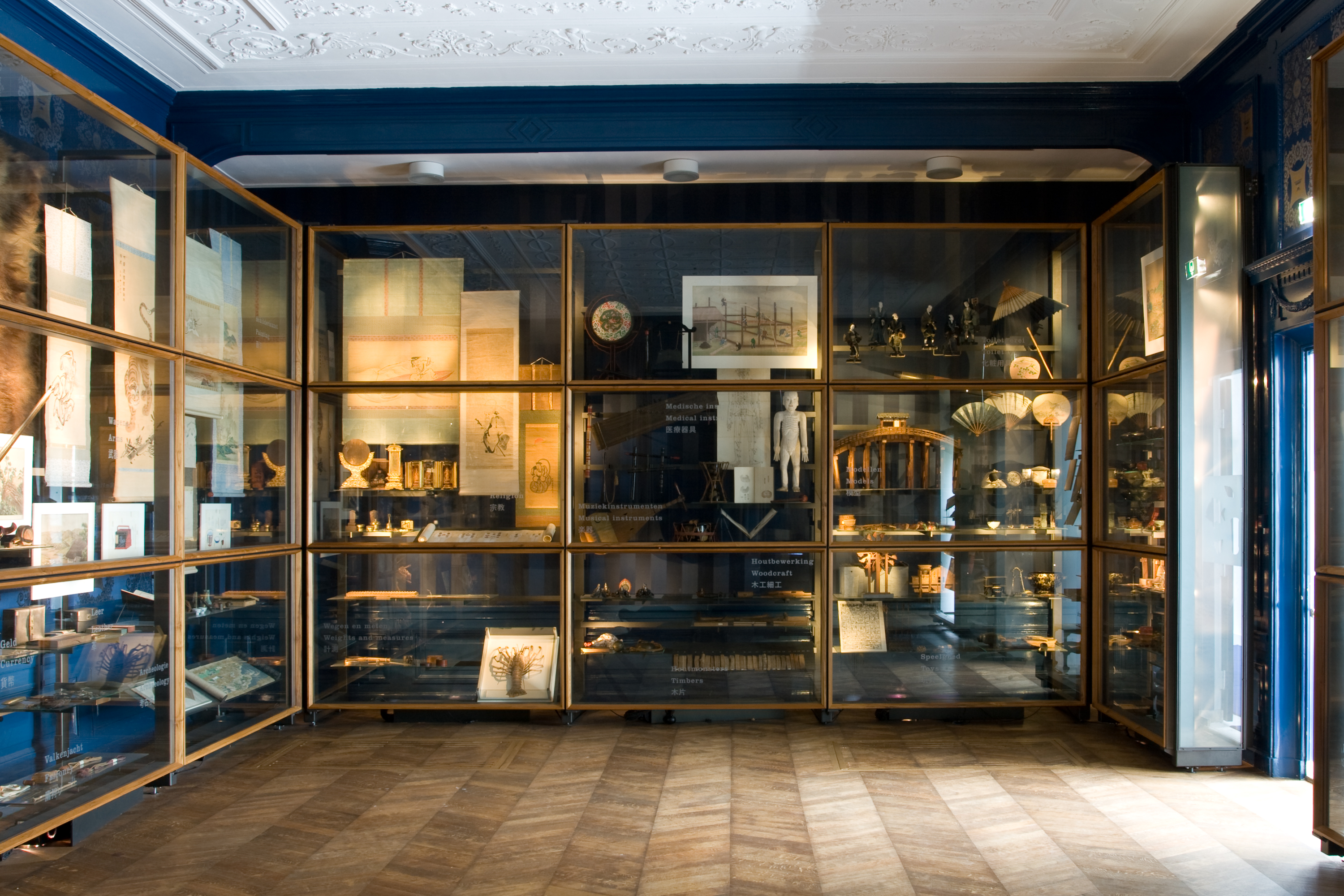
Cabinet de curiosités de la SieboldHuis
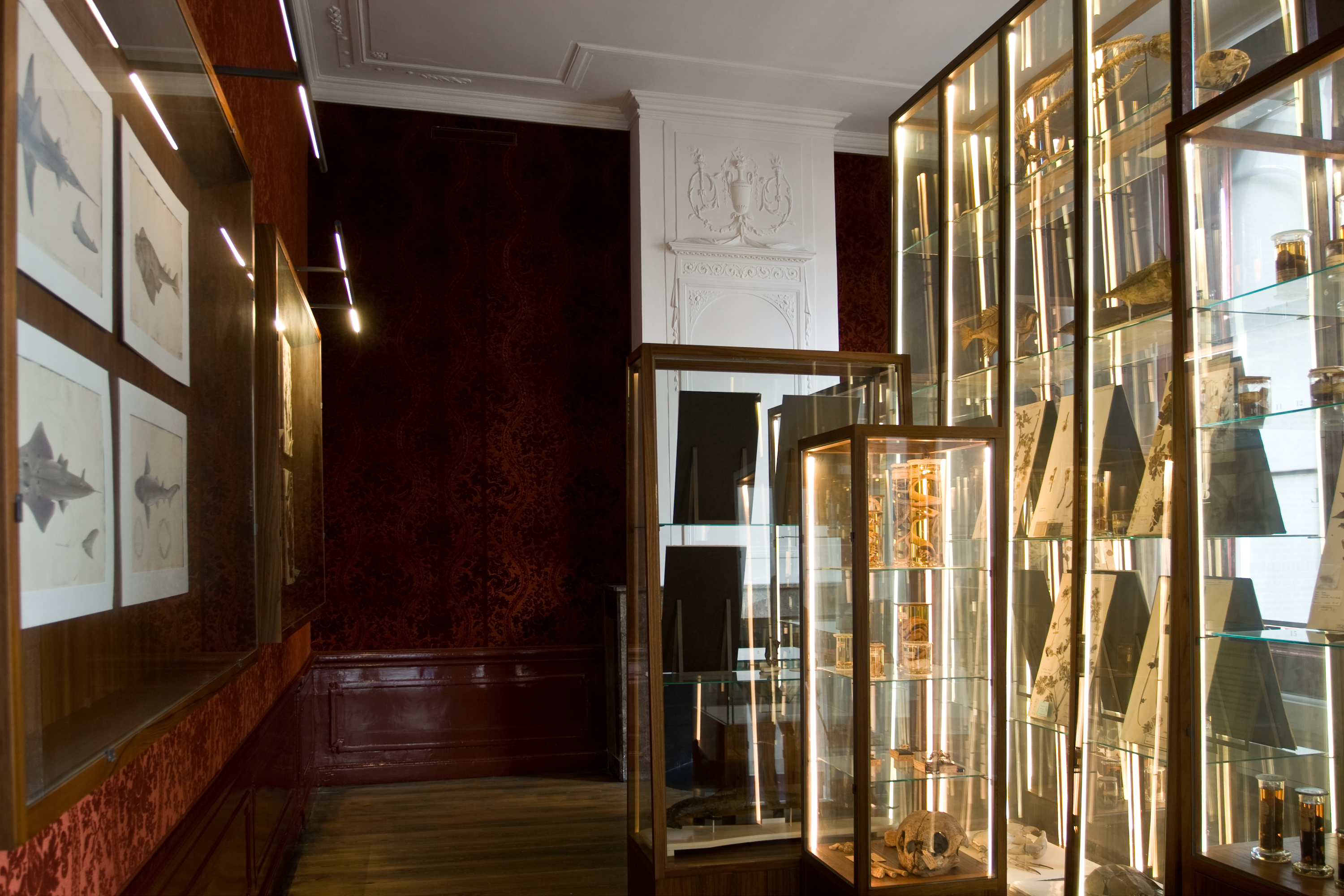
Salle de la flore et de la Faune à la SieboldHuis
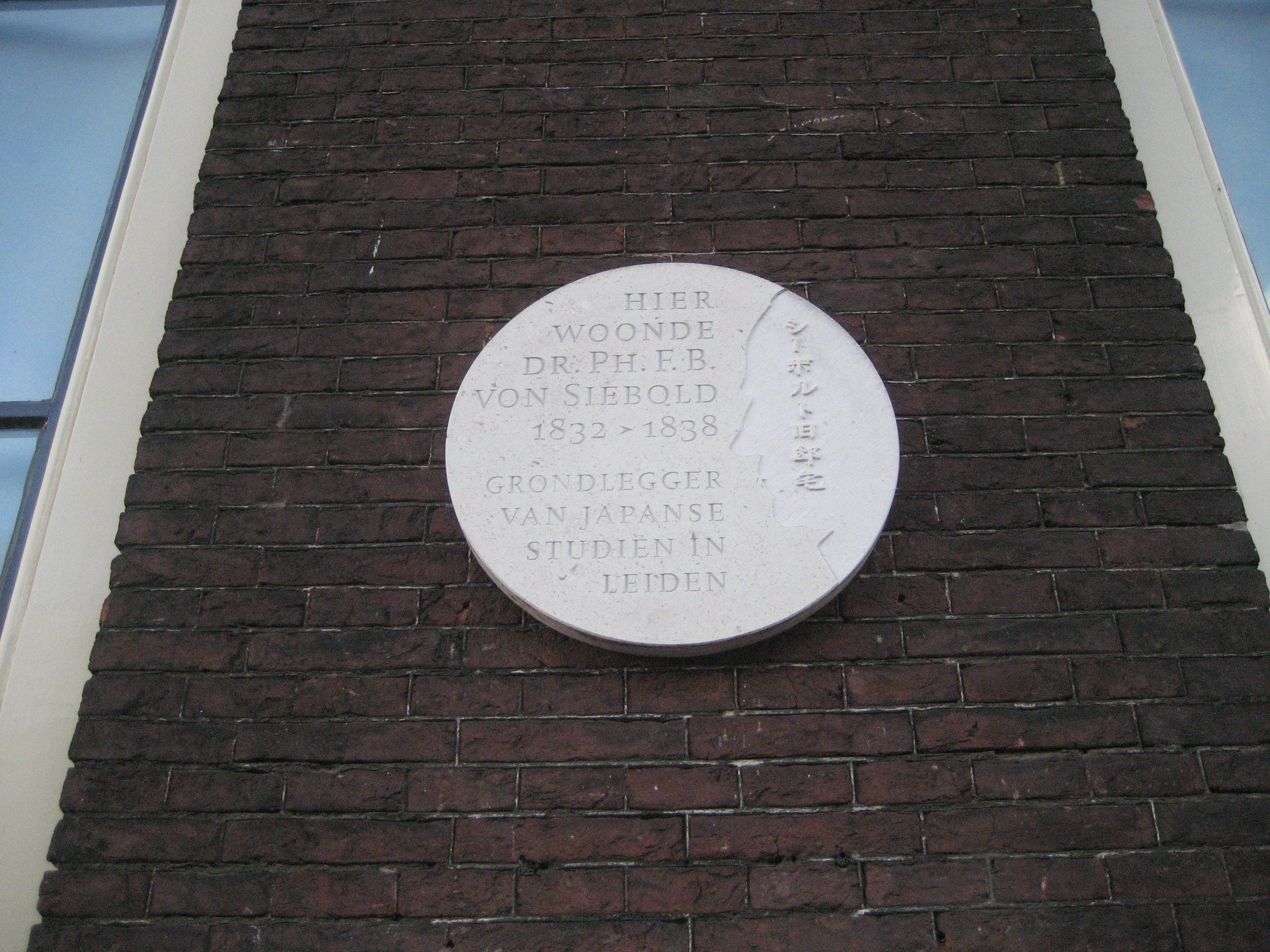
Plaquette d'information sur la Sieboldhuis

## Source de la traduction
- (nl) Cet article est partiellement ou en totalité issu de l’article de Wikipédia en néerlandais intitulé « Japanmuseum SieboldHuis » (voir la liste des auteurs).
- (nl) Information sur le Rijksmonument n°25476 sur le site des Monuments historiques des Pays-Bas